# Aline Rotter-Focken
Aline Rotter-Focken (szül. Focken; Krefeld, 1991. május 10. –) német szabadfogású női birkózó. A 2014-es birkózó-világbajnokságon aranyérmet szerzett 69 kg-ban. A 2017-es világbajnokságon ezüstérmes lett 69 kg-ban. A 2019-es birkózó-világbajnokságon bronzérmet nyert a 76 kg-os súlycsoportban, szabadfogásban.  Részt vett a 2016. évi nyári olimpiai játékokon.

## Sportpályafutása
A 2019-es birkózó-világbajnokságon a selejtezők során az indiai Kiran Kiran volt ellenfele, akit 5-4-re legyőzött. Ezt követően a nyolcaddöntők során az azeri Sabrina Aliyeva, volt ellenfele, akit 10-0-ra legyőzött. A negyeddöntők során az ukrán Alla Belinszka volt ellenfele, akit 5-1-re legyőzött. Az elődöntő során azonban az amerikai Adeline Maria Gray 5-2-re győzött ellene. Viszont az amerikai birkózónő bejutott a döntőbe, így folytathatta a versenyzést. 
A 76 kg-os súlycsoport bronzmérkőzésén a kazah Elmira Syzdykova volt az ellenfele. A mérkőzést 3–0-ra megnyerte.